# John Lautner
John Lautner (Marquette, Míchigan, 16 de julio de 1911-Los Ángeles, California, 24 de octubre de 1994) fue un influyente arquitecto estadounidense, cuyo trabajo en el sur de California combinó la ingeniería con el diseño humano y un dramático estilo de la era espacial. 

## Biografía
Lautner nació en Marquette, Míchigan y fue becado en la escuela Taliesin de Frank Lloyd Wright para formarse en arquitectura durante seis años en la década de 1930, coincidiendo con grandes artistas y arquitectos como E. Fay Jones, Paolo Soleri y Santiago Martínez Delgado, actuando como director de las obras de la residencia "Wingspread" de Wright Johnson y en dos proyectos en el Los Ángeles (incluida la Casa Sturges). 

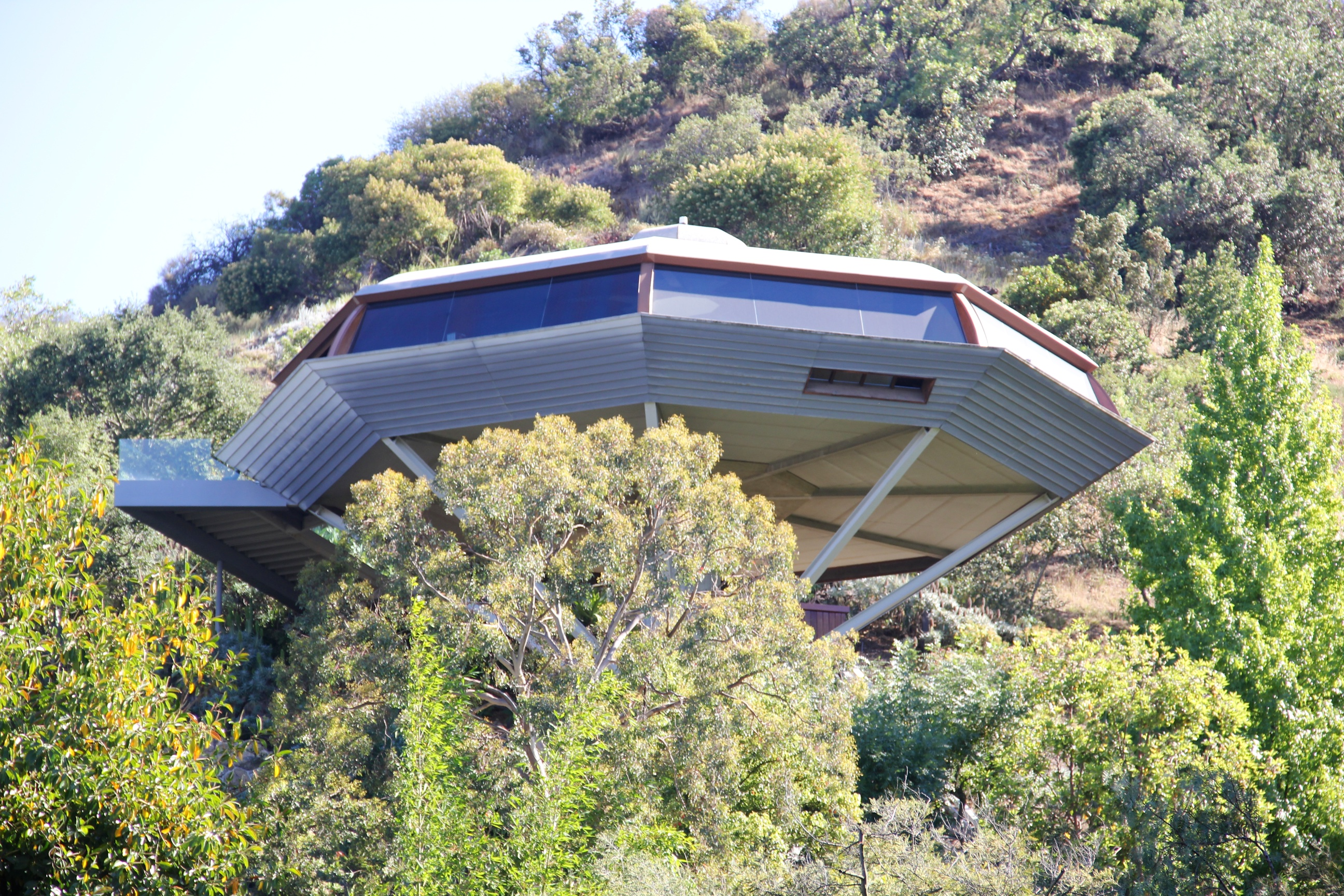
Chemosphere

De entre sus proyectos cabe destacar la casa Chemosphere, la cual se ha convertido en un hito de Los Ángeles. En ella se buscaba transmitir esperanza y locura. Se utilizó en la película de Brian De Palma Body Double, y también aparece en Grand Theft Auto: San Andreas. En el año 2000 el editor Alemán Benedikt Taschen compró y restauró la casa con los arquitectos Frank Escher y Gunewardena Ravi.
Aunque conocido principalmente por sus obras residenciales, Lautner contribuyó también en el género comercial Googie. El nombre de Googie fue utilizado como referencia despectiva a Lautner por el diseño en 1949 de la Cafetería Googie en un artículo de 1952 del profesor Douglas Haskell en la revista de la Universidad de Yale. La cafetería se distinguía por sus paredes de cristal, la forma y la exuberante señalización orientada al tráfico de automóviles: un anuncio por sí mismo. Otras cadenas, imitaron rápidamente esa apariencia, lo que demostró su valor comercial. 
Googie formó parte del Zeitgeist de la posguerra, pero fue ridiculizado por los arquitectos en la década de 1950 como superficial y vulgar, hasta que Robert Venturi en su libro Aprendiendo de Las Vegas en 1972 dijo que las principales ideas de arquitectura se acercan a la lógica de Lautner. Tras algunos años de vacas flacas en la década de 1950 y 1960, gozó de un resurgimiento con sus casas de hormigón en el decenio de 1970, en particular, la residencia Bob Hope y otras casas en Palm Springs. 
Entre otros trabajos de Lautner cabe citar la Residencia Arango en Acapulco (México), el Motel Desert Hot Springs en Palm Springs, donde se distinguen espacios dramáticos y fotogénicos, con frecuencia son utilizados en películas, y en particular, la residencia Elrod de Palm Springs utilizada en 1971 en la película de James Bond Diamantes para la eternidad. Lautner también diseñó una casa en la playa Carbon de Malibu que fue propiedad de Courtney Cox.

## Obras representativas
- Residencia Lautner, Los Ángeles, California, 1940
- Residencia Mauer, Los Ángeles, California, 1946
- Desert Hot Springs Motel, Desert Hot Springs, California, 1947 ((coord | 33 | 56.31 | N | 116 | 28.83 | W |))
- Casa Harpel, Los Ángeles, California, 1956
- Henry's Café, Pomona, California, 1957
- Pearlman Montaña Cabin, Idyllwild, California, 1957
- Residencia Malin, "Chemosphere", Hollywood, California, 1960
- Residencia Wolff, Hollywood, California, 1961
- Casa de García, "Arco Iris", 7436 Mulholland Drive, Los Ángeles, California, 1962
- Residencia Reiner, "Silvertop", Los Ángeles, California, 1963
- Residencia Goldstein, Los Ángeles, California, 1963
- Residencia Arango, Acapulco, México, 1973 ((coord | 16 | 49.36 | N | 99 | 51.41 | W |))
- Residencia Sheats, Los Ángeles, California, 1989 (Remodelación)
- Casa Elrod, Palm Springs, California
- Casa Harpel # 2, Anchorage, Alaska